# Erittonio (re)
Erittonio (in greco antico: Ἐριχθόνιος?, Erichthònios) è un personaggio della mitologia greca, successe ad Anfizione divenendo il quarto mitologico re di Atene. Secondo Pausania era figlio di Efesto e Gea ed invece nella Biblioteca di Apollodoro risulta figlio di Efesto ed Atena (o di Efesto ed Attide). Sposò la naiade Prassitea che lo rese padre di Pandione.

## Etimologia
Il nome di Erittonio secondo etimologie popolari, deriverebbe da ἔρις èris (contesa) e χθών chthṑn, (terra), oppure per quanto riguarda la prima parte da ἔριον èrion (lana, con cui Atena deterse lo sperma di Efesto). Un'altra tradizione indica come traduzione corretta del nome "terra dell'erica". Alcune leggende fanno derivare il nome dall'azione della dea Atena: Erittonio, cadendo sulla terra, finì su un monte ricoperto di erica.

## Mitologia
Poseidone, ancora arrabbiato per la città di Atene che non gli era stata assegnata, aveva convinto Efesto che Atena sarebbe andata per amoreggiare con lui usando la scusa di cercare un'armatura nuova. Atena si recò effettivamente da Efesto desiderosa di farsi fabbricare delle armi ma questi, da poco abbandonato da Afrodite e preso dal desiderio di possederla, iniziò a inseguirla. Atena fuggì e, quando Efesto riuscì a raggiungerla, non si lasciò possedere. Il dio sparse sulle gambe di Atena il proprio seme che la dea scagliò a terra con ribrezzo, dopo essersi ripulita con un panno di lana. A causa di questo gesto, Gea (Gaia, la Terra) divenne gravida, e da questa gravidanza nacque Erittonio che, rispecchiando l'aspetto deforme del padre, nacque con due serpenti al posto delle gambe.
Atena, però, ne ebbe pietà, e lo raccolse chiudendolo in una cesta che affidò ad Aglauro, Pandroso ed Erse (le figlie di Cecrope), imponendo loro di non aprirla. Le ragazze però, incuriosite, disobbedirono alla dea che, per punizione le spinse a gettarsi dalla rocca di Atene. L'unica ad essere risparmiata fu Pandroso, che aveva distolto all'ultimo lo sguardo. In altre versioni del mito invece tutte e tre le sorelle aprirono il cesto e morirono poi, vittime di Atena.
La dea, così, si occupò di Erittonio, nutrendolo e allevandolo nel recinto dell'Eretteo. Erittonio, cresciuto, scacciò Anfizione e divenne il nuovo re di Atene, poi mise nell'Acropoli una statua lignea di Atena e istituì le feste Panatenee (secondo Plutarco, le feste sarebbero state invece istituite da Teseo). Poi prese in moglie la naiade Prassitea, dalla quale nacque Pandione. Il fatto che Erittonio fosse stato nutrito nel recinto chiamato di Eretteo, ha dato forse adito alla confusione che spesso vi è tra Erittonio e il nipote Eretteo.
Il nome di Erittonio viene ricordato inoltre perché gli viene accreditata l'invenzione della quadriga (per nascondere le sue gambe serpentiformi) e l'introduzione del denaro.